# World Trade Center de São Paulo
Fundado em 1995, o World Trade Center de São Paulo (WTCSP) é um complexo empresarial que faz parte da World Trade Centers Association, uma organização fomentadora de comércio internacional do mundo, com mais de 290 cidades membros espalhadas por 85 países. Possui cerca de 180 mil metros quadrados de área construída, considerado o maior complexo de negócios da América Latina. Sua construção foi um marco para a cidade. Situado em área nobre da Zona Sul, entre a Avenida Berrini e a Av. Das Nações Unidas, sua localização aproxima-o de corporações multinacionais, de grandes empresas brasileiras e até do Aeroporto de Congonhas.
O complexo é composto pela WTC Tower, moderna torre de escritórios com 25 andares, pelo requinte e sofisticação do Hotel Sheraton, pela estrutura do WTC Convention Center, pelo Business Club, também, pelo mais completo centro de decoração e design da América Latina, o D&D, espaços integrados e complementares.
Os arquitetos Carlos Bratke, Roberto Bratke e Francisco Collet foram os responsáveis por dar início à famosa e movimentada Avenida Engenheiro Luís Carlos Berrini, em 1975. A ideia era fugir dos altos preços da Av. Paulista e, assim, se estabeleceram na Rua Funchal e investiram em projetos para a estruturação da avenida.

O WTC está instalado no Brooklin Novo, entre as avenidas Luís Carlos Berrini e Nações Unidas.

• WTC Tower: edifício de 25 andares, que abriga mais de 45 empresas.
• Shopping D&D: Maior polo de decoração e design do Brasil.
• Centro de Eventos WTC: Espaço de 12.000m² para eventos de negócios. São 60 espaços flexíveis para realização de eventos. Reconhecido internacionalmente e diversas vezes premiado como o melhor centro de convenções do Brasil.
• Sheraton São Paulo WTC Hotel: O hotel possui 298 acomodações e oferece recepção 24 horas, loja de presentes, cabeleireiro, uso gratuito de bicicletas, além de serviços exclusivos, como menu de travesseiros, In Room Spa, In Room Fitness, entre outros.
• WTC Business Club: Desenvolvimento de novos negócios por meio de networking estratégico, conteúdo exclusivo e conexões internacionais. É um clube que auxilia empresas brasileiras a entrar no mercado internacional, ou se expandir, além de permitir o acesso a pesquisas de mercado sobre o segmento de interesse.